# Брюгманс, Себальд Юстинус
Себальд Юстинус Брюгманс (нидерл. Sebald Justinus Brugmans; 1763—1819) — нидерландский ботаник и врач, ректор Лейденского университета; сын натуралиста Антониуса Брюгманса (нидерл. Antonius Brugmans; 1732-1789).

## Биография
Себальд Юстинус Брюгманс родился 24 марта 1763 года в городе Франекере на севере Нидерландов в семье Антония Бругманса, профессора философии в Университете Франекера, а затем в Гронингене, который и привил мальчику интерес к науке. 
Учился в Университете Гронингена и в 1785 году получил кафедру философии и физики во Франекере, где он положил основание кабинету сравнительной анатомии, сделавшемуся со временем одним из самых значительных в Европе. 
В 1795 году Брюгманс стал профессором химии в Лейденском университете. Король Людовик-Наполеон, во время своего управления Голландией, сделал его своим лейб-медиком и поручил ему преобразование госпиталей и медицинских учреждений. 
После соединения Голландии с Францией, Луи-Наполеон Бонапарт назначил его главным инспектором госпиталей и ректором Лейденского университета; в котором он привел в образцовый порядок естественно-исторические коллекции. 
Брюгманс принимал участие в «Pharmacopaea Batava» (с 1803) и написал в периодических изданиях множество статей по вопросам медицины и естественных наук.
Себальд Юстинус Брюгманс умер 22 июня 1819 года в городе Лейдене.

## Память
- В Лейдене Себальду Юстинусу Брюгмансу установлен бюст (см. фото).
- Род растений Brugmansia, выделенный из рода Datura, Персоном назван в его честь[7].

|                                                   |  |
| Памятник в Лейдене; цветущий куст Brugmansia spp. |  |